# Centro Internacional de Ensino
O Centro Internacional de Ensino é uma instituição Bahá'í localizada no Centro Mundial Bahá'í em Haifa, Israel. Seu objetivo é estimular e coordenar o Corpo Continental de Conselheiros e auxiliar a Casa Universal de Justiça em questões relativas ao ensino e proteção da fé.
Os membros do Centro Internacional de Ensino são formados pelas Mãos da Causa (apontados por Shoghi Effendi) e também por nove Conselheiros designados pela Casa Universal de Justiça. Atualmente como todos as Mãos da Causa vieram a falecer, somente os Conselheiros designados pela Casa Universal de Justiça formam o Centro Internacional de Ensino.